# 戀上黑天使
《戀上黑天使》，由羅長安執導，高漁、羅長安編劇，秋瓷炫、唐禹哲、陳昊、錢泳辰、王希維、程晓燕（禹童）、趙擎、龐祥麟、潘麗麗等人主演，2013年9月开机，同年12月殺青，原劇名分別為「真愛追擊」、「戀上你，愛上我」，背景主設定為「榕城」（真實城市為福州市）的三坊七巷，屬於時裝劇，2015年10月27日起於辽宁卫视播出。

## 故事大綱
該劇描述了一個年輕人組成的創意工作室21點從無到有，經歷嚴峻考驗，終於實現自己理想與愛情的故事。面臨傳統文化景觀將遭到開發商破壞的嚴峻形勢，年輕人放棄了即將到手的幾百萬營銷合同，與不良商人鬥智鬥勇，在挫折中不斷成長成熟。
劇中的男主角馬梁才華橫溢卻玩世不恭。而美麗孤傲的“白富美”葉曼凌卻對這個青年產生了感情，使得一直愛慕葉曼凌的地產精英白鋼情有不甘。他選中了馬樑的好友杜輕言做臥底，不斷設置障礙，使21點陷於絕境，馬梁也因此遭遇了入獄、毀容等厄運。

## 演员列表
- 秋瓷炫 饰 叶曼凌
- 唐禹哲 饰 马梁
- 陈　昊 饰 白钢
- 钱泳辰 饰 元荣
- 王希维 饰 陆雪
- 胡　睿 饰 小梦
- 王　翀 饰 杜轻言
- 程晓燕 饰 陈美莉
- 庞祥麟 饰 叶父
- 张　颖 饰 汤小米
- 潘丽丽 饰 肉燕婆
- 徐　静 饰 余丽娜
- 韩廷琦 饰 马爷爷
- 赵　擎 饰 吴阿根，律师
- 何涌生 饰 林总
- 王　珏 饰 李晴
- 林宇峰 饰 陈建民
- 许玲珊 饰 莉莉
- 刘子威 饰 小春
- 邓　洁 饰 老赵
- 王天泽 饰 乐乐，陆雪的儿子
- 黄丹红 饰 张妈
- 刘兆洋 饰 叶少[1]

## 外部連結
- 戀上黑天使 （页面存档备份，存于），腾讯网
- 戀上黑天使，乐视网
- 戀上黑天使 （页面存档备份，存于），爱奇艺
- 豆瓣电影上《戀上黑天使》的資料 （简体中文）